# La Leçon de 1980
La Leçon de 1980 (La lezione del 1980 dans sa version originale en italien) est une nouvelle fantastique de Dino Buzzati, incluse dans le recueil Le K publié en 1966.

## Résumé
Fatigué des querelles humaines, le « Père Éternel » décide de donner une bonne leçon aux hommes. Semaine après semaine, chaque mardi à minuit, les grands de ce monde succombent étrangement. On remarque rapidement qu'à chaque fois c'est « l'homme le plus puissant du monde à ce moment » qui meurt.
On constate alors une volonté de devenir de moins en moins puissant, de perdre toutes les guerres en donnant l'avantage à l'adversaire, de gouverner en collégialité, ce qui conduit à une harmonie totale dans le monde.
Dans cette nouvelle, Charles de Gaulle, le président de la République française, est le seul dirigeant à être ignoré par Dieu.